# Monte Belo do Sul
Monte Belo do Sul est une municipalité brésilienne située dans l'État du Rio Grande do Sul.